# Гашимзаде, Фирудин Мамед Али оглы
Фирудин Мамед Али оглы Гашимзаде (азерб. Firudin Məmməd Əli oğlu Haşımzadə; 7 декабря 1935, Баку, СССР — 28 сентября 2018) — советский и азербайджанский физик, действительный член Национальной академии наук Азербайджана.

## Биография
Родился 7 декабря 1935 года в Баку.
Окончил физико-математический факультет Азербайджанского государственного университета (1957) и аспирантуру Ленинградского Физико-технического института имени А. Ф. Иоффе Академии наук СССР (1961).
Работал в Институте физики Академии наук Азербайджанской ССР (Республики Азербайджан):
- 1961—1963 — младший научный сотрудник
- 1963—1968 — старший научный сотрудник,
- 1968—1987 — зав. лабораторией полупроводников,
- 1987—1993 — руководитель отдела физики сильных анизотропных кристаллов
- 1993—1994 — заместитель директора Института
- 1994—2000 — директор Института,
- с 2001 года — старший научный сотрудник.

В 1962 году защитил кандидатскую, в 1972 году — докторскую диссертации, в 1974 году присвоено учёное звание профессора.
В 1980 году избран членом-корреспондентом АН Азербайджанской ССР, в 2001 году — действительным членом Национальной академии наук Азербайджана.
Один из основателей азербайджанской научной школы в области теории полупроводников и теории твёрдых веществ. Создал теорию кинетических, оптических и магнитных свойств полупроводников и полуметаллов по типу Кейна, определил энергетический спектр электронов в квантовой системе малых размеров.
В 1986 году за цикл трудов «Оптическая спектроскопия антиферромагнитов» присуждена Государственная премия Азербайджанской Республики в области науки и техники.
Заслуженный деятель науки Азербайджана (2015).
Умер 28 сентября 2018 года.